# Жоссине, Фредерик
Фредери́к Шанта́ль Жоссине́ (фр. Frédérique Chantal Jossinet; 16 декабря 1975, Рони-су-Буа, Франция) — французская дзюдоистка, серебряный призёр Олимпийских игр 2004 года, многократная призёрка чемпионатов мира, трёхкратная чемпионка Европы по дзюдо.

## Спортивная биография
Свою профессиональную карьеру Жоссине начала в 1993 году, когда выступила на этапе кубка мира в Париже, а первый успех к Фредерик Жоссине пришёл в 2001 году, когда молодая француженка стала чемпионкой Европы. В последующие года она ежегодно (за исключением 2003 и 2010 годов) становилась призёркой континентальных первенств.
В 2003 году Жоссине впервые завоевала медаль чемпионата мира. На турнире, проходившем в японской Осаке, Фредерик дошла до финала, где уступила только многоопытной японке Рёко Тани.
В 2004 году состоялся дебют французской спортсменки на Олимпийских играх. В соревнованиях в категории до 48 кг Фредерик сумела дойти до финала, победив до этого четырёх соперниц. В финале соперницей французской дзюдоистки вновь стала Рёко Тани. Поединок продолжался всё отведённое время и завершился победой японки 0112 — 0001. Жоссине стала обладательницей серебряной медали.
В 2005 году Фредерик в очередной раз дошла до финала мирового первенства, но снова не смогла завоевать золотую медаль. На этот раз на пути француженки встала кубинская дзюдоистка Янет Бермой. Чемпионат мира 2007 года принёс Жоссине ещё одну медаль. Уступив во втором раунде Рёко Тани, Фредерик попала в утешительный турнир, где сумела выиграть все матчи и стать бронзовой призёркой чемпионата.
В 2008 году Жоссине во второй раз выступила на летних Олимпийских играх. Француженка вновь приняла участие в соревнованиях в категории до 48 кг. В первом раунде Жоссине противостояла казахстанская спортсменка Келбет Нургазина. Поединок продолжался всего 24 секунды и закончился настоящей сенсацией. Нургазина воспользовалась секундной расслабленностью француженки и провела приём, который судьи оценили в иппон. А поскольку Нургазина вылетела уже в следующем раунде, не пройдя в полуфинал, Жоссине не смогла попасть даже в утешительный раунд.
Несмотря на неудачу в олимпийском Пекине, Жоссине продолжила успешные выступления на международном уровне и на чемпионате мира 2009 года вновь смогла завоевать бронзовую медаль, доведя количество наград с мировых первенств до четырёх.
В настоящее время Жоссине продолжает выступления и собирается выступить на летних Олимпийских играх 2012 года в Лондоне.

## Интересные факты
В 2009 году Жоссине была выбрана в комиссию атлетов IJF. Выборы проходили во время чемпионата мира. В голосовании приняло участие больше половины спортсменов, участвовавших в турнире. От каждого континента необходимо было выбрать по одному представителю. Получив 61 голос из 252 возможных, Фредерик на 6 голосов опередила белоруса Игоря Макарова и стала представителем Европы в комиссии.